# Luciana Fernandes Gomes da Silva
Luciana Fernandes Gomes da Silva (1980) es una botánica, profesora que desarrolla actividades científicas en el Jardín Botánico de Río de Janeiro.

## Biografía
En 2004, obtuvo la licenciatura en biología, por la Universidad Federal de Río de Janeiro, UFRJ, Brasil, siendo becaria de la Fundación Charles Darwin para la Educación, FEDCD, Brasil. Y en 2005, la maestría en botánica, por el Instituto de Investigación Jardín Botánico de Río de Janeiro, UFRJ.
Desde 2006, desarrolla actividades en el jardín Botánico de Río de janeiro, realizando estudios en la sistemática del Grupo Sclerolobium.

## Algunas publicaciones
- luciana fernandes Gomes da silva, haroldo Cavalcante de Lima. 2007. Mudanças nomenclaturais no gênero Tagligali Aubl. (Leguminosae – Caesalpinioideae) no Brasil / Nomenclatural changes in the genus Tachigali Aubl. (Leguminosae – Caesalpinioideae) in Brazil. Rodriguésia 58 (2): 397- 407

- ------------------------------------------. 2007. Taxonomía de Tachigali Aublet (Leguminosae Caesalpinioideae) na Mata Atlântica. Rio de Janeiro, xi + 83 pp. il.

### En Congresos
- luciana fernandes Gomes da silva, haroldo Cavalcante de Lima. 2005. Inferências morfológicas sobre a delimitação de Tachigali Aubl. e Sclerolobium Vogel (Leguminosae Caesalpinioideae). En: 56º Congresso Nacional de Botânica, Curitiba. Livro de resumos do 56º Congresso Nacional de Botânica. Curitiba: Sociedade Botânica do Brasil

- ------------------------------------------. 2004. Taxonomia das espécies dos gêneros Sclerolobium Vogel e Tachigali Aubl. (Leguminosae - Caesalpinioideae) da Mata Atlântica. En: 55º Congresso Nacional de Botânica, Viçosa - MG. Livro de resumos do 55º Congresso Nacional de Botânica. Viçosa: Sociedade Botânica do Brasil

## Honores

### Membresías
- Sociedad Botánica de Brasil[3]